# ISU Grand Prix w łyżwiarstwie figurowym 2001/2002
ISU Grand Prix w łyżwiarstwie figurowym 2001/2002 – 7. edycja zawodów w łyżwiarstwie figurowym. Zawodnicy podczas sezonu wystąpili w sześciu zawodach cyklu rozgrywek. Rywalizacja rozpoczęła się w Colorado Springs 24 października, a zakończyła w kanadyjskim Kitchener finałem Grand Prix, który odbył się w dniach 13–16 grudnia 2001 roku.

## Kalendarium zawodów
| Lp. | Data                          | Miejsce          | Zawody                     | Źr. |
| --- | ----------------------------- | ---------------- | -------------------------- | --- |
| 1   | 24–28 października 2001       | Colorado Springs | Skate America              |     |
| 2   | 1–4 listopada 2001            | Saskatoon        | Skate Canada International |     |
| 3   | 9–11 listopada 2001           | Gelsenkirchen    | Sparkassen Cup on Ice      |     |
| 4   | 15–18 listopada 2001          | Paryż            | Trophée Lalique            |     |
| 5   | 22–25 listopada 2001          | Moskwa           | Cup of Russia              |     |
| 6   | 29 listopada – 2 grudnia 2001 | Kumamoto         | NHK Trophy                 |     |
| 7   | 13–16 grudnia 2001            | Kitchener        | Finał Grand Prix           |     |

## Medaliści

### Soliści
| Zawody                     | 1. miejsce            | 2. miejsce            | 3. miejsce        | Źr.   |
| -------------------------- | --------------------- | --------------------- | ----------------- | ----- |
| Skate America              | Timothy Goebel        | Takeshi Honda         | Aleksandr Abt     | [ 1 ] |
| Skate Canada International | Aleksiej Jagudin      | Elvis Stojko          | Todd Eldredge     | [ 2 ] |
| Sparkassen Cup on Ice      | Jewgienij Pluszczenko | Timothy Goebel        | Li Chengjiang     | [ 3 ] |
| Trophée Lalique            | Aleksiej Jagudin      | Todd Eldredge         | Andrejs Vlascenko | [ 4 ] |
| Cup of Russia              | Jewgienij Pluszczenko | Roman Sierow          | Iwan Dinew        | [ 5 ] |
| NHK Trophy                 | Takeshi Honda         | Jeffrey Buttle        | Iwan Dinew        | [ 6 ] |
| Finał Grand Prix           | Aleksiej Jagudin      | Jewgienij Pluszczenko | Timothy Goebel    | [ 7 ] |

### Solistki
| Zawody                     | 1. miejsce       | 2. miejsce          | 3. miejsce          | Źr.    |
| -------------------------- | ---------------- | ------------------- | ------------------- | ------ |
| Skate America              | Michelle Kwan    | Sarah Hughes        | Wiktorija Wołczkowa | [ 8 ]  |
| Skate Canada International | Sarah Hughes     | Irina Słucka        | Michelle Kwan       | [ 9 ]  |
| Sparkassen Cup on Ice      | Marija Butyrska  | Yoshie Onda         | Angela Nikodinov    | [ 10 ] |
| Trophée Lalique            | Marija Butyrska  | Sarah Hughes        | Sasha Cohen         | [ 11 ] |
| Cup of Russia              | Irina Słucka     | Wiktorija Wołczkowa | Angela Nikodinov    | [ 12 ] |
| NHK Trophy                 | Tatjana Malinina | Yoshie Onda         | Ołena Laszenko      | [ 13 ] |
| Finał Grand Prix           | Irina Słucka     | Michelle Kwan       | Sarah Hughes        | [ 7 ]  |

### Pary sportowe
| Zawody                     | 1. miejsce                            | 2. miejsce                            | 3. miejsce                           | Źr.    |
| -------------------------- | ------------------------------------- | ------------------------------------- | ------------------------------------ | ------ |
| Skate America              | Jamie Salé / David Pelletier          | Kyoko Ina / John Zimmerman            | Tatjana Tot´mianina / Maksim Marinin | [ 14 ] |
| Skate Canada International | Jamie Salé / David Pelletier          | Tatjana Tot´mianina / Maksim Marinin  | Anabelle Langlois / Patrice Archetto | [ 15 ] |
| Sparkassen Cup on Ice      | Shen Xue / Zhao Hongbo                | Kyoko Ina / John Zimmerman            | Marija Pietrowa / Aleksiej Tichonow  | [ 16 ] |
| Trophée Lalique            | Jelena Bierieżna / Anton Sicharulidze | Kyoko Ina / John Zimmerman            | Sarah Abitbol / Stephane Bernadis    | [ 17 ] |
| Cup of Russia              | Jelena Bierieżna / Anton Sicharulidze | Marija Pietrowa / Aleksiej Tichonow   | Sarah Abitbol / Stephane Bernadis    | [ 18 ] |
| NHK Trophy                 | Shen Xue / Zhao Hongbo                | Marija Pietrowa / Aleksiej Tichonow   | Dorota Zagórska / Mariusz Siudek     | [ 19 ] |
| Finał Grand Prix           | Jamie Salé / David Pelletier          | Jelena Bierieżna / Anton Sicharulidze | Shen Xue / Zhao Hongbo               | [ 7 ]  |

### Pary taneczne
| Zawody                     | 1. miejsce                              | 2. miejsce                             | 3. miejsce                              | Źr.    |
| -------------------------- | --------------------------------------- | -------------------------------------- | --------------------------------------- | ------ |
| Skate America              | Shae-Lynn Bourne / Victor Kraatz        | Galit Chait / Siergiej Sachnowski      | Margarita Drobiazko / Povilas Vanagas   | [ 20 ] |
| Skate Canada International | Shae-Lynn Bourne / Victor Kraatz        | Galit Chait / Siergiej Sachnowski      | Isabelle Delobel / Olivier Schoenfelder | [ 21 ] |
| Sparkassen Cup on Ice      | Barbara Fusar-Poli / Maurizio Margaglio | Marie-France Dubreuil / Patrice Lauzon | Natalja Romaniuta / Daniił Barancew     | [ 22 ] |
| Trophée Lalique            | Marina Anisina / Gwendal Peizerat       | Shae-Lynn Bourne / Victor Kraatz       | Margarita Drobiazko / Povilas Vanagas   | [ 23 ] |
| Cup of Russia              | Barbara Fusar-Poli / Maurizio Margaglio | Galit Chait / Siergiej Sachnowski      | Ołena Hruszyna / Rusłan Honczarow       | [ 24 ] |
| NHK Trophy                 | Marina Anisina / Gwendal Peizerat       | Margarita Drobiazko / Povilas Vanagas  | Ałbena Denkowa / Maksim Stawiski        | [ 25 ] |
| Finał Grand Prix           | Shae-Lynn Bourne / Victor Kraatz        | Marina Anisina / Gwendal Peizerat      | Margarita Drobiazko / Povilas Vanagas   | [ 7 ]  |

## Klasyfikacje punktowe
| Poz.                                           | Zawodnik                                       | Punkty                                         |
| Miejsca 1–6: kwalifikacja do Finału Grand Prix | Miejsca 1–6: kwalifikacja do Finału Grand Prix | Miejsca 1–6: kwalifikacja do Finału Grand Prix |
| ---------------------------------------------- | ---------------------------------------------- | ---------------------------------------------- |
| 1                                              | Aleksiej Jagudin                               | 24                                             |
| 2                                              | Jewgienij Pluszczenko                          | 24                                             |
| 3                                              | Timothy Goebel                                 | 21                                             |
| 4                                              | Takeshi Honda                                  | 21                                             |
| 5                                              | Todd Eldredge                                  | 16                                             |
| 6                                              | Iwan Dinew                                     | 14                                             |
| Miejsca 7–9: rezerwa do Finału Grand Prix      |                                                |                                                |
| 7                                              | Elvis Stojko                                   | 12                                             |
| 8                                              | Aleksandr Abt                                  | 12                                             |
| 9                                              | Andrejs Vlascenko                              | 10                                             |

| Poz.                                           | Zawodniczka                                    | Punkty                                         |
| Miejsca 1–6: kwalifikacja do Finału Grand Prix | Miejsca 1–6: kwalifikacja do Finału Grand Prix | Miejsca 1–6: kwalifikacja do Finału Grand Prix |
| ---------------------------------------------- | ---------------------------------------------- | ---------------------------------------------- |
| 1                                              | Marija Butyrska                                | 21                                             |
| 2                                              | Irina Słucka                                   | 24                                             |
| 3                                              | Michelle Kwan                                  | 19                                             |
| 4                                              | Sarah Hughes                                   | 18                                             |
| 5                                              | Yoshie Onda                                    | 18                                             |
| 6                                              | Tatjana Malinina                               | 15                                             |
| Miejsca 7–9: rezerwa do Finału Grand Prix      |                                                |                                                |
| 7                                              | Angela Nikodinov                               | 14                                             |
| 8                                              | Wiktorija Wołczkowa                            | 12                                             |
| 9                                              | Sasha Cohen                                    | 11                                             |

| Poz.                                           | Zawodnicy                                      | Punkty                                         |
| Miejsca 1–6: kwalifikacja do Finału Grand Prix | Miejsca 1–6: kwalifikacja do Finału Grand Prix | Miejsca 1–6: kwalifikacja do Finału Grand Prix |
| ---------------------------------------------- | ---------------------------------------------- | ---------------------------------------------- |
| 1                                              | Jamie Salé / David Pelletier                   | 24                                             |
| 2                                              | Shen Xue / Zhao Hongbo                         | 24                                             |
| 3                                              | Jelena Bierieżna / Anton Sicharulidze          | 24                                             |
| 4                                              | Marija Pietrowa / Aleksiej Tichonow            | 18                                             |
| 5                                              | Kyoko Ina / John Zimmerman                     | 18                                             |
| 6                                              | Sarah Abitbol / Stephane Bernadis              | 14                                             |
| Miejsca 7–9: rezerwa do Finału Grand Prix      |                                                |                                                |
| 7                                              | Tatjana Tot´mianina / Maksim Marinin           | 12                                             |
| 8                                              | Dorota Zagórska / Mariusz Siudek               | 12                                             |
| 9                                              | Julia Obertas / Aleksiej Sokołow               | 10                                             |

| Poz.                                           | Zawodnicy                                      | Punkty                                         |
| Miejsca 1–6: kwalifikacja do Finału Grand Prix | Miejsca 1–6: kwalifikacja do Finału Grand Prix | Miejsca 1–6: kwalifikacja do Finału Grand Prix |
| ---------------------------------------------- | ---------------------------------------------- | ---------------------------------------------- |
| 1                                              | Barbara Fusar-Poli / Maurizio Margaglio        | 24                                             |
| 2                                              | Shae-Lynn Bourne / Victor Kraatz               | 24                                             |
| 3                                              | Marina Anisina / Gwendal Peizerat              | 24                                             |
| 4                                              | Galit Chait / Siergiej Sachnowskij             | 18                                             |
| 5                                              | Marie-France Dubreuil / Patrice Lauzon         | 14                                             |
| 6                                              | Margarita Drobiazko / Povilas Vanagas          | 14                                             |
| Miejsca 7–9: rezerwa do Finału Grand Prix      |                                                |                                                |
| 7                                              | Ałbena Denkowa / Maksim Stawiski               | 12                                             |
| 8                                              | Isabelle Delobel / Olivier Schoenfelder        | 11                                             |
| 8                                              | Natalja Romaniuta / Daniił Barancew            | 11                                             |
| 8                                              | Ołena Hruszyna / Rusłan Honczarow              | 11                                             |